# Puente Nuevo (Plasencia)
El puente Nuevo o puente de la Isla es uno de los puentes históricos que cruzan el río Jerte en la ciudad española de Plasencia, en la provincia de Cáceres.
Situado en el extremo nororiental del parque de la Isla, fue construido entre 1500 y 1512 bajo la dirección de Rodrigo Alemán, con la finalidad inicial de crear un acceso a la ciudad desde el camino a La Vera. Con el tiempo fue desplazado como puente de salida de esta zona de la ciudad por el vecino puente de Adolfo Suárez, hasta que en 2009 la construcción de la actual Ronda Sur cerró permanentemente el puente de la Isla al tráfico. Actualmente es un puente peatonal que se conserva como un elemento ornamental del parque.

## Localización
Se ubica en el extremo nororiental del parque de la Isla, por lo que, además de tener dos extremos a ambas orillas del río, atraviesa también terrenos de dicha isla fluvial. En la margen derecha y al oeste, el puente da acceso a los barrios de Vera-Elena, Valle-Isla y Rosal de Ayala, a través del entorno de la estación de autobuses de la ciudad. En la margen izquierda y al este, da acceso al barrio periférico de Los Mártires, aunque para llegar hasta dicho barrio hay que cruzar luego una pasarela peatonal sobre la Ronda Sur. Los puentes más próximos que cruzan el río son el puente de Adolfo Suárez (unos trescientos metros río arriba, al noreste) y el puente peatonal José Neria Manglano (un kilómetro río abajo, al suroeste, si bien entre ambos hay pequeños puentes que únicamente unen la isla con la margen derecha).
Según el diccionario de Madoz, de mediados del siglo XIX, la función histórica de este puente era dar acceso al "camino de La Vera"; según el arqueólogo José Ramón Mélida, el camino natural de acceso desde la ciudad hasta este puente partía recto desde la puerta del Sol. Todo ello se puede comprobar en el plano actual de la ciudad, pues la prolongación de la calle del Sol recibe actualmente el nombre de "avenida de la Vera" y lleva hasta este puente.

## Historia

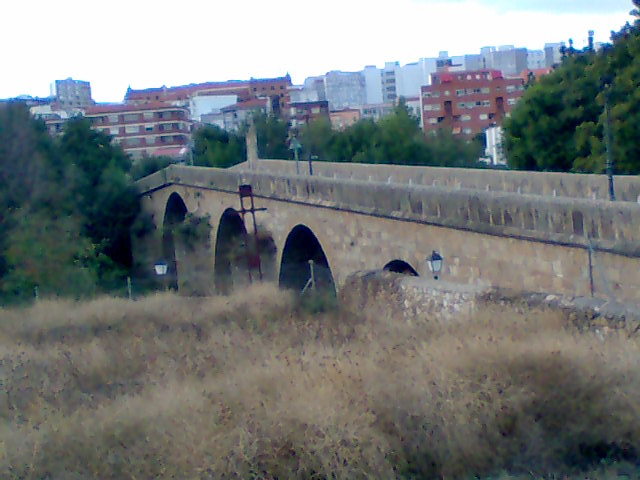
Vista del puente con la ciudad al fondo

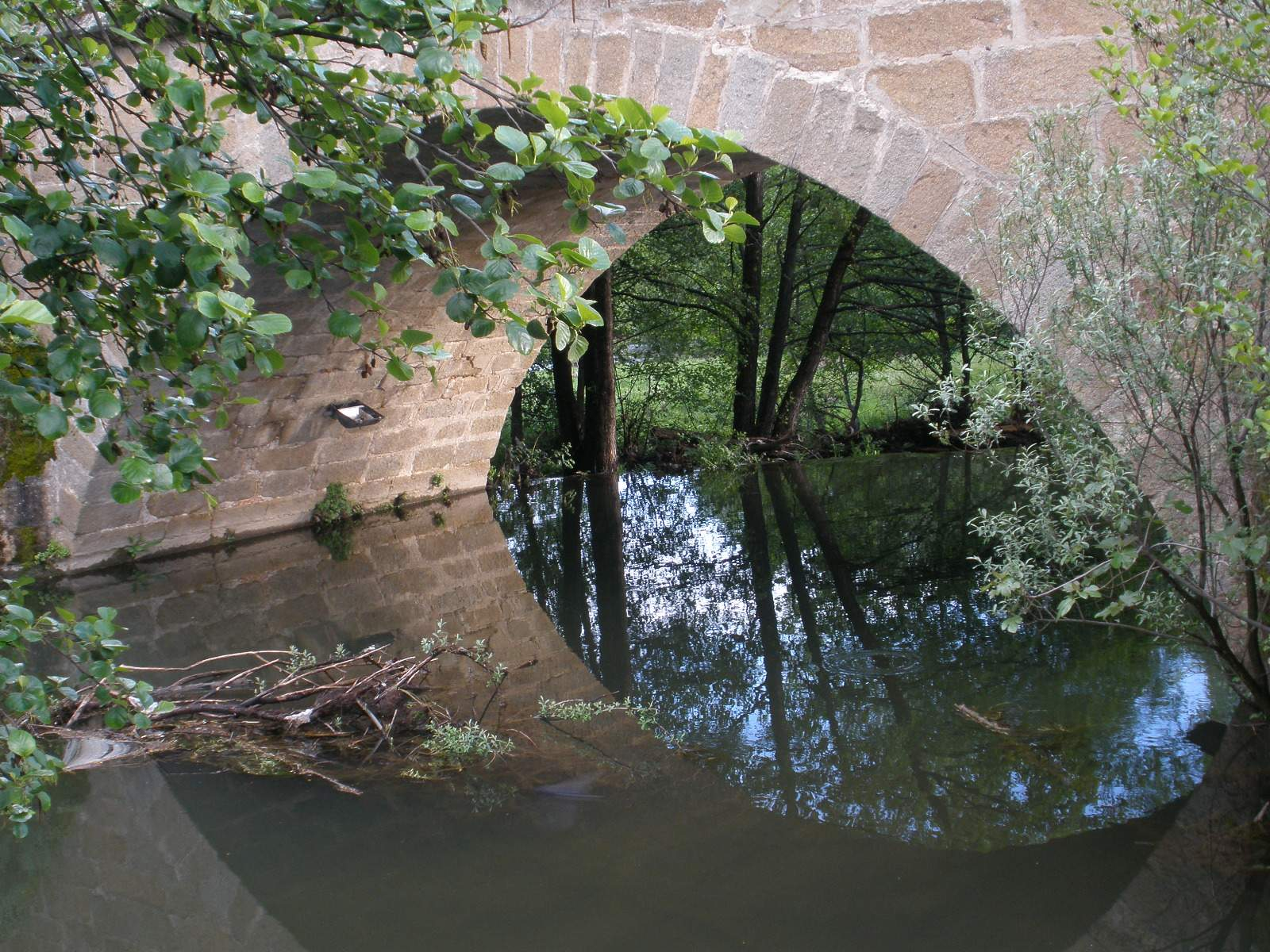
Detalle de un vano

El puente tiene su origen histórico en una estructura medieval de madera conocida como el "puente de Pascual Clérigo", cuya existencia en este lugar se conoce en documentos desde 1338. Era un puente de limitada relevancia, ya que el camino del valle del Jerte salía de la ciudad por la margen derecha del río y el acceso desde el camino de La Vera era entonces más sencillo desde el sur de la ciudad. El puente de madera fue destruido en 1498 por una riada. El actual puente Nuevo fue hecho en los primeros doce años del siglo XVI por el maestro Rodrigo Alemán, como indica una inscripción que hay en él.
La construcción del puente fue una de las mayores polémicas que tuvieron lugar en la ciudad a principios del siglo XVI. Era un asunto de urgencia, ya que la riada de 1498 también había destruido el puente de San Lázaro, pero el concejo placentino tenía problemas económicos por las inversiones que había hecho en la canalización del agua. Para financiar la construcción del puente, se aprobó una sisa que afectó a todas las localidades de la tierra de Plasencia, incluyendo no solo a la ciudad y sus lugares pedáneos, sino también a las villas que tenían jurisdicción propia pero seguían compartiendo el aprovechamiento comunal de los pastos, que llegaron a pagar un tercio del repartimiento. Sin embargo, el cabildo catedralicio se negó a pagar la parte que le correspondía, generando un largo pleito en el que se rompieron completamente las relaciones entre el concejo y la diócesis, hasta el punto de quedar excomulgados los regidores. El conflicto se solucionó cuando en 1505 el rey Fernando el Católico dictó una real cédula ordenando al cabildo el pago, cuya cantidad ya era superada por los gastos del pleito.
En el siglo XIX comenzó a construirse la carretera N-110, que al finalizar el siglo solo llegaba en el tramo del valle del Jerte desde Plasencia hasta Cabezuela. A diferencia del camino medieval, la nueva carretera del valle salía de la ciudad por la margen izquierda del río, por lo que el puente de la Isla se convirtió en la entrada a la ciudad tanto desde La Vera (todavía conectada por caminos) como desde el valle del Jerte. En el siglo XX, con la construcción de la carretera de La Vera, el continuo crecimiento de la ciudad y la generalización del uso de los vehículos a motor, el puente comenzó a sufrir una cantidad de tráfico insostenible; debido a ello, en los últimos años del siglo se construyó en sus cercanías el puente de Adolfo Suárez, con dos carriles y dos aceras, hacia el que se desvió la entrada ordinaria desde el valle del Jerte y La Vera. Sin embargo, la construcción de la Ronda Sur en la misma época hizo que el puente de la Isla siguiera teniendo relevancia para el tráfico, al quedar conectado a ella mediante una rotonda, si bien desde entonces solamente se permitió circular por el puente histórico para salir de la ciudad.
A principios del siglo XXI, en una ciudad que estaba alcanzando su mayor crecimiento demográfico en el contexto de la burbuja inmobiliaria de la época, el puente de la Isla seguía siendo un alivio importante para el tráfico en la zona, lo cual causaba daños en el pavimento. En 2006, el calor del verano terminó de levantar los adoquines en la parte alta central del puente, por lo que hubo que cerrar temporalmente el puente al tráfico para repararlo. El puente quedó finalmente cerrado al tráfico en 2009, cuando se hizo una notable obra en la Ronda Sur que le dio dos carriles en cada sentido, suprimiendo la rotonda que la conectaba con el puente de la Isla.

## Descripción

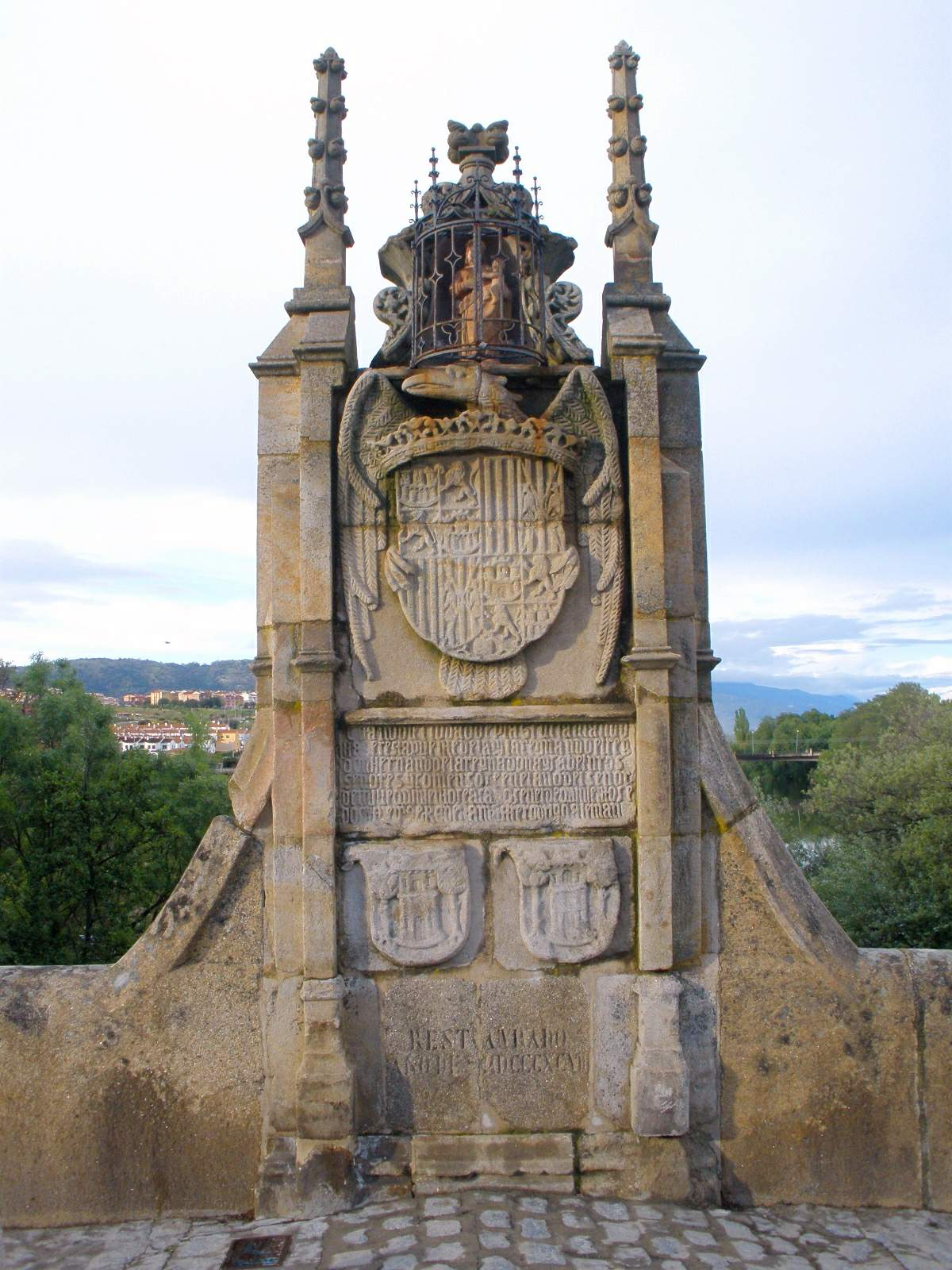
Monumento central del puente

Es un buen puente de sillería, de buena traza, estructurado en siete arcos y ligeramente más alto en su parte central. Lo interesante es un monumento que se eleva sobre la parte central de uno de los pretiles, que refunde varios elementos históricos. El basamento es una inscripción relativa a la restauración del puente en el siglo XIX, que textualmente dice "Restaurado / Año de MDCCCXCVII" (1897), sobre la cual se ubican dos escudos de la ciudad. En la parte superior hay un templete en el que se ve una imagen de la Virgen, cuya advocación es de Nuestra Señora de la Cabeza, protegida por una pequeña reja y sostenida por un escudo de los Reyes Católicos; este escudo se ubicaba originalmente sobre el pretil contrario al resto de la estructura, mirando hacia la Isla. Entre los escudos está la inscripción en caracteres góticos, que dice así:

Esta noble ciudad de Plasencia mandó hacer este puente de la Isla reinando el Rey D. Hernando y la Reina Dª Isabel nuestros señores. Comenzose en el año del Señor de MCCCCC (1500) e acabose en el de CCCCCXII (1512) a seis del mes de abril. Fue el maestro de ella Maese Rodrigo Alemán

La imagen de la Virgen de la Cabeza es una Odighitria de 60x40x24 cm, cuyo aspecto parece indicar que es de principios del siglo XVI, cuando se construyó el puente. Se cree que pudo ser tallada por el propio Rodrigo Alemán o alguien de su taller, ya que en la sillería del coro de la catedral de Plasencia, también dirigida por Rodrigo Alemán, se representa a un escultor tallando esta imagen. El aspecto actual de la estructura central del puente data de dos restauraciones. La primera es la citada de 1897, en la cual el cantero Cesáreo Domínguez tuvo que reparar gran parte del puente debido a los daños provocados por el tránsito, en una obra sufragada por el Ayuntamiento de Plasencia y el historiador José Benavides Checa; en esta restauración se rehabilitó la inscripción del siglo XVI porque tenía los caracteres parcialmente ilegibles. La segunda tuvo lugar en 1987 y en ella una escuela taller de restauración de la ciudad reparó íntegramente el monumento central, incluyéndose en esta obra una restauración integral de la Virgen de la Cabeza y la construcción de su reja.

## Uso actual
El puente es actualmente de uso estrictamente peatonal, y únicamente sirve como una zona de paseo en el entorno del parque de la Isla, así como un punto de acceso para los peatones que quieran desplazarse entre la acera de la Ronda Sur y el otro lado del río. No solamente está prohibida la circulación en toda la estructura, sino que está físicamente bloqueada: a un lado con bolardos y al otro lado por el desnivel de la Ronda Sur. El Plan General Municipal de Plasencia de 2015 protege el puente como monumento de relevancia local, con un nivel de protección urbanística integral. El escudo de los Reyes Católicos ubicado en el monumento central del puente está protegido además como Bien de Interés Cultural, según la disposición adicional segunda de la Ley de Extremadura 2/1999.